# Mengershausen
Mengershausen is een dorp in de gemeente Rosdorf in het Landkreis Göttingen in Nedersaksen in Duitsland. Het dorp ligt direct aan de A7 met een eigen af/oprit.
Mengershausen wordt al genoemd in de negende eeuw. In 1973 werd het bij Rosdorf gevoegd. 
De huidige kerk in het dorp is gebouwd in 1793. Wanneer de voorganger werd gebouwd is onbekend.